# Поточинки
Поточинки (пол. Potoczynki) — гірський потік в Україні, у Сколівському районі Львівської області у Галичині. Правий доплив Сможанки, (басейн Дністра).

## Опис
Довжина потоку 5,25 км, найкоротша відстань між витоком і гирлом — 4,63  км, коефіцієнт звивистості потоку — 1,13 . Формується багатьма безіменними гірськими струмками. Потік тече у гірському масиві Сколівські Бескиди (зовнішня смуга Українських Карпат).

## Розташування
Бере початок на південних схилах гори Кічерки (1028 м). Тече переважно на південний захід і у селі Сможе впадає у річку Сможанку, праву притоку Стрию.
Населені пункти вздовж берегової смуги: Нагірне, Долинівка.

## Цікавий факт
- З лівої сторони потоку проходить автошлях М06[3].